# Junior Juniper
Jonathan "Junior" Juniper è un personaggio dei fumetti creato da Stan Lee (testi) e Jack Kirby (disegni), pubblicato dalla Marvel Comics. La sua prima apparizione avviene in Sgt. Fury and his Howling Commandos (vol. 1) n. 1 (maggio 1963).
Giovanissimo membro fondatore degli Howling Commandos "Junior" Juniper viene ricordato principalmente per essere stato il primo personaggio Marvel Comics a morire nonché uno dei primi in generale nel mondo dei fumetti. Cosa che, oltre a colpire molto il pubblico dell'epoca, ha segnato profondamente il personaggio di Nick Fury per tutta la sua successiva vita editoriale.

## Biografia del personaggio
Dopo l'attacco di Pearl Harbor Jonathan Juniper, matricola di un'imprecisata università Ivy League, mosso dal patriottismo, si arruola nella United States Air Force venendo soprannominato "Junior" per via della sua giovane età. Successivamente, vista la sua incredibile abilità con coltello, granate, dinamite e mitragliatore Thompson, nonché l'enorme talento nell'utilizzo del mitragliere di coda dei Boeing B-17 Flying Fortress, "Happy Sam" Sawyer lo assegna alla First Attack Squad di Nick Fury che salva durante la prima missione quando, ispirato dalla storia biblica di Gedeone, convince i commilitoni a mettere in fuga i nazisti che li accerchiano servendosi delle loro grida e di un altoparlante; cosa che vale poi alla squadra il soprannome "Howling Commandos".
Assieme ai compagni, Junior partecipa a una missione in Francia e a una in Germania dopodiché Fury, intrapresa una relazione con la contessa britannica Pamela Hawley, si offre di salvare suo fratello Percy Hawley dalle grinfie dei nazisti; questi però si rivela un simpatizzante di Hitler e, nello scontro che ne segue, Junior perde la vita.
Ritenendosi responsabile della morte del ragazzo, Fury decide di intensificare l'addestramento degli Howling Commandos affinché non succeda più un nulla di simile, mentre il suo posto in squadra viene occupato da "Pinky" Pinkerton.

## Altre versioni

### What if?
In una realtà alternativa che immaginava cosa sarebbe successo se la Seconda Guerra Mondiale fosse stata combattuta nello spazio, "Junior" Juniper è uno degli Howling Commandos, paladini del Settore Alpha dell'universo agli ordini di un super computer. Il gruppo riesce a catturare e uccidere il barone Strucker senza che vi sia alcuna perdita.

### X-Men Forever
Nell'universo di X-Men Forever compare il nipote di "Junior" Juniper, Tommy, agente S.H.I.E.L.D. ucciso durante una missione in Sud America, cosa che spinge Nick Fury a investigare

## Altri media

### Televisione
- Junior Juniper, interpretato da James Austin Kerr, compare nella serie televisiva Agent Carter[15]. In tale versione, egli è un giovanissimo soldato che, dopo la guerra, si arruola nella seconda formazione di Howling Commandos, capitanata da Dum Dum Dugan, e, nel corso di una delle sue prime missioni, viene assassinato da una delle bambine facenti parte del Programma Vedova Nera.